# Ultraman Gaia
Ultraman Gaia (jap. ウルトラマンガイア Urutoraman Gaia) – japoński serial tokusatsu, trzynasta odsłona Ultra Serii stworzona przez Tsuburaya Productions. Emitowany był na kanale TBS od 5 września 1998 do 28 sierpnia 1999 roku, składał się z 51 odcinków. 

## Fabuła
Akcja serii toczy się w roku 2000, w innej czasoprzestrzeni niż poprzednie serie. W roku 1997 superkomputer CRISIS stworzony przez grupę młodych geniuszy z grupy Alchemy Star oblicza, że w niedługim czasie Ziemia i ludzkość zostanie zniszczona przez "Istotę niosącą całkowitą zagładę". Aby się jej przeciwstawić w tajemnicy przed społeczeństwem powołana zostaje organizacja GUARD, zaś jej komórką bojową jest grupa zwana XIG. GUARD i XIG wykorzystują technologię stworzoną przez Alchemy Star. Tymczasem jeden z członków XIG i Alchemy Star - 20-letni Gamu Takayama podczas eksperymentów nad rzeczywistością wirtualną odkrywa wolę samej Ziemi, a następnie łączy się z nią w istotę nazwaną przez siebie Ultramanem Gaią i walczy z monstrami grożącymi planecie. Podczas jednej z walk napotyka się na drugiego Ultramana - Agula. Agulem jest Hiroya Fujimiya, były członek Alchemy Star i rywal Gamu. Dwóch geniuszy często staje ze sobą w szranki, jednak ostatecznie decydują się połączyć swoje siły przeciw wspólnemu niebezpieczeństwu. 

## Obsada
- Gamu Takayama: Takeshi Yoshioka
- Hiroya Fujimiya: Hassei Takano
- Akio Ishimuro: Hiroyuki Watanabe
- Atsuko Sasaki: Ai Hashimoto
- Seiichirō Tsutsumi: Takashi Ukaji
- Tatsumi Chiba: Sei Hiraizumi
- Georgie Leland: Maria Theresa Gow
- Ayaka Ukai: Ayaka Tanaka
- Katsumi Kajio: Masami Nakagami
- Reiko Yoshii: Yukari Ishida